# Susie Isaacs
Susie Isaacs (18 december, 1946) is een professionele pokerspeelster uit de Verenigde Staten. Zij heeft twee World Series of Poker titels op haar naam staan. Haar eerste won zij tijdens de World Series of Poker 1996 in het $1.000 Women's 7-Card Stud-toernooi. Een jaar later won zij wederom dit toernooi, goed voor haar tweede titel.
Tijdens het Main Event van de World Series of Poker 1998 eindigde zij als tiende. Scotty Nguyen won uiteindelijk dit toernooi.
In haar carrière heeft Isaacs meer dan $440.000 bij elkaar gewonnen met toernooien.

## World Series of Poker bracelets
| Jaar | Toernooi                    | Prijs   |
| ---- | --------------------------- | ------- |
| 1996 | $$1.000 Women's 7-Card Stud | $42.000 |
| 1997 | $1.000 Women's 7-Card Stud  | $38.000 |